# Wretched and Divine: The Story of the Wild Ones
Wretched and Divine: The Story of the Wild Ones, traducido como «Miserable y divino: la historia de los salvajes», es el tercer álbum de estudio de la banda estadounidense Black Veil Brides, el cual fue lanzado el 8 de enero de 2013. Se trata de un disco conceptual acerca de The Wild Ones, una historia corta creada por Andy Biersack.

## Composición y grabación
En abril de 2011, Black Veil Brides comenzó a componer música para su tercer álbum de estudio. El vocalista Andy Biersack, sin embargo, no sintió que fuese tan «emocionante» como él quería que fuera. El grupo «no estaba siendo tan tenaz como debería ser», según Biersack, por lo que tras haber escrito alrededor de seis canciones, el proyecto fue abandonado, y el productor con quien trabaja la agrupación entonces fue despedido.
Tras la gira de la banda con Mötley Crüe y Slash en junio de 2012, Biersack escribió una historia, The Wild Ones (en español Los salvajes), inspirado por parábolas bíblicas como David y Goliat. Biersack se reunió con el productor John Feldmann, quien le preguntó «¿qué has estado escribiendo o pensando últimamente?». El cantante le habló a Feldmann sobre The Wild Ones, y ambos empezaron a escribir canciones sobre dicha historia. Más tarde toda la banda se vio involucrada en el proceso, que según Biersack fue «muy natural». La dificultad vino cuando, según los integrantes del grupo, se «dieron cuenta» de que estaban haciendo un álbum conceptual.
Biersack dijo, en junio de 2012 a NME, que el disco correspondería al género punk.

## Lanzamiento y promoción
Los indicios del lanzamiento de un nuevo disco por parte de Black Veil Brides comenzaron cuando, en una entrevista en noviembre de 2011 con el sitio web británico Glasswerk, Jinxx (guitarrista), mencionó que «tienen que tener un álbum completo escrito en abril [del año siguiente]». Meses más tarde, ya en febrero de 2012, Ashley Purdy (bajista) dijo que esperaban lanzar el álbum «a finales de este año». Sin embargo, no fue hasta mayo de 2012 en que Black Veil Brides anunció el álbum de manera oficial y dio una fecha concreta de lanzamiento: el 30 de octubre de ese año. En octubre de 2012, Black Veil Brides anunció el nombre del disco, Wretched and Divine: The Story of the Wild Ones, y afirmó también que la fecha de lanzamiento fue aplazada al 8 de enero de 2013. La preventa comenzó el 31 de octubre de 2012, fecha en que se celebra Halloween. Además, al reservar la compra del álbum del 31 de octubre en adelante, la banda ofreció en descarga gratuita la canción «In the End», que más tarde (el 7 de noviembre) se convirtió en el primer sencillo del álbum.
Dicho tema fue además utilizado en el evento WWE Hell in a Cell de 2012. Un videoclip para «In the End», dirigido por Patrick Fogarty, fue lanzado en la cuenta VEVO en YouTube de la banda el 12 de diciembre de 2012, luego de haber sido anunciado días previos con un adelanto.

## Recepción
Gregory Heaney de AllMusic hizo una reseña del disco, y dijo que en él Black Veil Brides «completa su transformación de una banda metalcore muy maquillada a una glam metal gótica hecha y derecha». Heaney dio al álbum tres estrellas de cinco. Rick Florino de Artistdirect llamó a Wretched And Divine «un clásico de buena fe» y agregó que «abre puertas a cosas aún más grandes por venir». Además, calificó al álbum con cinco estrellas de cinco.

## Lista de canciones
Todas las canciones escritas y compuestas por Black Veil Brides. 
| N.º   | Título                                  | Duración |  |
| 1.    | «Exordium»                              | 0:25     |  |
| 2.    | «I Am Bulletproof»                      | 3:34     |  |
| 3.    | «New Year's Day»                        | 3:25     |  |
| 4.    | «F.E.A.R. Transmission 1: Stay Close»   | 0:35     |  |
| 5.    | «Wretched and Divine»                   | 3:37     |  |
| 6.    | «We Don't Belong»                       | 3:36     |  |
| 7.    | «F.E.A.R. Transmission 2: Trust»        | 0:20     |  |
| 8.    | «Devil's Choir»                         | 2:57     |  |
| 9.    | «Resurrect the Sun»                     | 4:34     |  |
| 10.   | «Overture» (Instrumental)               | 1:38     |  |
| 11.   | «Shadows Die»                           | 5:25     |  |
| 12.   | «Abeyance»                              | 0:14     |  |
| 13.   | «Days Are Numbered»                     | 3:40     |  |
| 14.   | «Done for You»                          | 2:33     |  |
| 15.   | «Nobody's Hero»                         | 3:35     |  |
| 16.   | «Lost It All»                           | 5:20     |  |
| 17.   | «F.E.A.R. Transmission 3: As War Fades» | 0:58     |  |
| 18.   | «In the End»                            | 3:48     |  |
| 19.   | «F.E.A.R. Final Transmission»           | 0:54     |  |
| 51:08 |                                         |          |  |

| Edición Ultimate |                |          |  |
| N.º              | Título         | Duración |  |
| 20.              | «Revelation»   | 3:35     |  |
| 21.              | «Victory Call» | 3:34     |  |
| 22.              | «Let You Down» | 3:31     |  |